# Vieux-lès-Asfeld
Vieux-lès-Asfeld är en kommun i departementet Ardennes i regionen Grand Est (tidigare regionen Champagne-Ardenne) i nordöstra Frankrike. Kommunen ligger  i kantonen Asfeld som ligger i arrondissementet Rethel. År 2022 hade Vieux-lès-Asfeld 298 invånare.

## Befolkningsutveckling
Antalet invånare i kommunen Vieux-lès-Asfeld
Referens: INSEE